# Cymbachus koreanus
Cymbachus koreanus es una especie de coleóptero de la familia Endomychidae.

## Distribución geográfica
Habita en Corea del Sur.